# 燕趙都市報
燕趙都市報 (えんちょうとしほう; 中国語: 燕赵都市报; はつおん: Yānzhào Dūshì Bào)は中国河北省で出版される朝刊紙である。河北日報を発行する河北日報新聞グループが所有している。
燕趙都市報は1996年に設立された。河北省11都市で毎朝発行され、省最大の100万部を発行している。省都石家荘市と東部唐山市向けの二つのローカル版がある。
紙面は住民の日常生活に焦点を当てている。